# Pedra Letreira
A Pedra Letreira, ou as Gravuras rupestres da Pedra letreira, localizam-se  na Portela do Vento, freguesia de Alvares, município de Góis.
Trata-se duma plataforma de xisto rebaixada, disposta horizontalmente, na superfície da qual foram esculpidas com um machado de pedra polida, através da técnica de abrasão, diversas gravuras. 
Neste conjunto figuram, entre outras representações, um arco e flecha, motivos reticulados, pontas de seta e alabardas, e ainda figuras antropomórficas.
A Pedra Letreira encontra-se classificada como Imóvel de Interesse Público desde 1997.